# Marok Kecil
Marok Kecil is een bestuurslaag in het regentschap Lingga van de provincie Riau-archipel, Indonesië. Marok Kecil telt 1396 inwoners (volkstelling 2010).